# Saint-Laurent-d’Onay
Saint-Laurent-d’Onay település Franciaországban, Drôme megyében. Lakosainak száma 157 fő (2022. január 1.). Saint-Laurent-d’Onay Le Chalon, Crépol, Montmiral, Saint-Michel-sur-Savasse és Valherbasse községekkel határos.

## Népesség
A település népessége az elmúlt években az alábbi módon változott:
| Lakosok száma | 120  | 92   | 111  | 126  | 152  | 152  | 154  | 157  | 158  | 157  |
|               | 1968 | 1982 | 1990 | 2006 | 2013 | 2015 | 2017 | 2019 | 2020 | 2022 |